# HMH
Håndboldklubben Maribo/Hunseby ofte forkortet til akronymet HMH er en håndboldklub, som ligger i Maribo. Klubben har hjemmebane i Maribo hallerne. De indgår i elite-samarbejdet Team Sydhavsøerne.

## Kendte personer
Den danske landsholdsspiller Søren Stryger har blandt andet spillet for HMH.
| Sport | Spire Denne artikel om sport er en spire som bør udbygges. Du er velkommen til at hjælpe Wikipedia ved at udvide den. |